# Traventhal
Traventhal ist eine Gemeinde im Kreis Segeberg in Schleswig-Holstein.

## Geografie und Verkehr
Traventhal liegt etwa fünf Kilometer südlich von Bad Segeberg in ländlicher Umgebung an der Trave. Westlich verläuft die Bundesautobahn 21 von Bad Segeberg nach Bad Oldesloe, nördlich die Bundesstraße 206 von Bad Segeberg nach Lübeck.

## Geschichte
Im Jahre 1671 hatte der dänische König Christian V. das Amt Traventhal gegründet, in dem kurz darauf ein Jagdschloss und später, am Anfang des 18. Jahrhunderts, eine aufwändigere Schlossanlage gebaut wurden. Am 18. August 1700 wurde im Schloss Traventhal der Frieden von Traventhal unterzeichnet.
Das Herrenhaus wurde bis 2010 als Alten- und Pflegeheim genutzt. Heute beherbergt es ein Café. Seit 1999 finden auf dem ehemaligen Landgestüt verschiedene Veranstaltungen statt, bei denen das dort ansässige Landmuseum geöffnet ist.
Von 1866 bis zu seiner Auflösung 1960 befand sich das schleswig-holsteinische Landgestüt mit seiner Holsteiner-Zucht in Traventhal.
Vom 1. Januar 1974 bis zum 31. Dezember 1997 bildete Traventhal zusammen mit Klein Gladebrügge die Gemeinde Groß Gladebrügge.

## Politik

### Gemeindevertretung
Bei der Kommunalwahl am 14. Mai 2023 wurden insgesamt neun Sitze vergeben. Von diesen erhielt die Kommunale Wählergemeinschaft Traventhal sechs Sitze und die Freie Wählergemeinschaft Traventhal drei Sitze.

### Wappen
Blasonierung: „Von einer halben eingebogenen gestürzten Spitze in Grün und Gold geteilt. Oben ein silberner Pferdekopf, begleitet rechts und links von je einem nach außen geneigten goldenen Eichenblatt, unten gespalten durch einen sich verjüngenden blauen Wellenpfahl, links und rechts je einen schmalen, leicht gebogenen, zur Schildmitte sich verjüngenden und oben mit Schuppenschnitt abschließenden grünen Keil.“

## Söhne und Töchter von Traventhal
- Friedrich Nicolaus von Liliencron (1806–1893), Flensburger Oberpräsident und Abgeordneter